# Miturga parva
Espèce
Miturga parva est une espèce d'araignées aranéomorphes de la famille des Miturgidae.

## Distribution
Cette espèce est endémique d'Australie-Occidentale. Elle se rencontre dans les îles Montebello.

## Description
La carapace du mâle holotype mesure 5 mm de long sur 4 mm et l'abdomen 6 mm de long sur 3 mm.

## Publication originale
- Hogg, 1914 : Spiders from the Montebello Islands. Proceedings of the Zoological Society of London, vol. 1914, p. 69-92 (texte intégral).